# Paloma Noceda
Paloma Rosa Noceda Chiang (Lima, 12 de julio de 1980) es una política y exmotonauta peruana.

## Biografía
Nació en Lima el 12 de julio de 1980. Realizó sus estudios primarios en el Colegio Peruano Chino Diez de Octubre y sus estudios secundarios en el Colegio Peruano Chino Juan XXIII. Ingeniera Industrial Titulada (Universidad de Lima), Master of Science in Entrepreneurship (Universidad de Bristol, Inglaterra) y Máster en Administración de Agronegocios (Universidad ESAN).

## Trayectoria deportiva
Se inició en la motonáutica a los 16 años. Entre sus logros destacan cinco títulos mundiales: Tricampeona Mundial en la categoría Women Runabout 2014-2015 y Campeona Mundial en la categoría Amateur Runabout Stock 2014.  Fue Tri subcampeona Mundial IJSBA 2010-2011, tercera del mundo IJSBA 2006, cuarta en el Mundial UIM 2006, Subcampeona Nacional USA 2006 y tiene múltiples participaciones internacionales llevadas a cabo en Estados Unidos, España, Rusia, Mónaco, Marruecos, México, Cuba y Perú. 
En el año 2014 fue campeona mundial en la categoría Women Runabout y campeona mundial en la categoría Amateur Runabout Stock (categoría mixta) Mundial IJSBA 2014.
En el año 2015 se coronó en el mundial de motonáutica en la World Finals 2015.

## Vida política
En las elecciones generales del año 2016 fue elegida Congresista de la República representando a Lima para el período 2016-2021. Siendo independiente invitada por Fuerza Popular, fue Presidenta de la Comisión de Educación, Juventud y Deporte del Congreso de la República 2017-2018.  Durante su gestión, se realizaron importantes acciones de control político y fiscalización, entre los que destacan la invitación a la ministra de Educación, Marilú Martens, el 16 de agosto de 2017 para informar sobre las medidas tomadas por el Poder Ejecutivo ante la huelga nacional de docentes. 
También se realizaron acciones de fiscalización en relación con los textos escolares entregados gratuitamente por el Estado Peruano y se solicitaron facultades de Comisión investigadora sobre la Superintendencia Nacional de Educación Superior Universitaria (SUNEDU).  Se abordó la problemática del acceso a becas de pregrado y de posgrado ofrecidas por el Programa Nacional de Becas y Crédito Educativo (PRONABEC), la situación del Programa Nacional de Empleo Juvenil, del Programa Nacional de Alimentación Escolar Qali Warma, del Programa Nacional de Infraestructura Educativa Pronied; así como los avances de la organización de los XVIII Juegos Panamericanos y VI Juegos Parapanamericanos Lima 2019. Se realizaron mesas de trabajo especializadas, audiencias públicas, visitas de representación a instituciones educativas y actividades en beneficio de la juventud y el deporte. Al finalizar la gestión de la Comisión de Educación, Juventud y Deporte, se tuvo como balance legislativo 11 Leyes promulgadas, 4 resoluciones legislativas aprobadas y promulgadas y 48 dictámenes en orden del día del pleno del Congreso.  
Algunas de las leyes promulgadas en este periodo son la Ley 30697, ley que modifica el artículo 84 de la ley 30220, Ley Universitaria para que los profesores universitarios puedan enseñar hasta los 75 años de edad; la Ley 30759, ley que establece la moratoria para la creación de universidades públicas y privadas, prorrogando la moratoria por un periodo de dos años; y la Ley 30832, para potenciar el talento deportivo y asegurar la integración de las personas con discapacidad en el Sistema Nacional del Deporte.  
Fue miembro titular de las comisiones de Comercio Exterior y Turismo, Relaciones Exteriores y Defensa Nacional, Orden Interno, Desarrollo Alternativo y Lucha contra las drogas. Por «serias discrepancias internas» se convirtió en la decimotercera renunciante a la Bancada de Fuerza Popular. No perteneció a ningún grupo parlamentario durante medio año, entre julio de 2018 y enero de  2019, hasta unirse a la bancada parlamentaria de Acción Popular el 23 de enero de 2019. Tras la disolución del Congreso decretado por el presidente Vizcarra su cargo congresal concluyó el 30 de septiembre de 2019.